# Marcello Norberth
Marcello Norberth (San Ginesio, 16 gennaio 1937 – Roma, 5 marzo 2024) è stato un fotografo italiano.

## Biografia
Marcello Norberth nacque a San Ginesio il 16 gennaio 1937 e studiò a Firenze dove si diplomò all'Accademia di belle arti di Firenze. 
Successivamente si trasferì a Roma, dove visse operando come fotografo professionista. Insieme ad altri fotografi di scena del suo periodo, Tommaso Le Pera, Luigi Cimnaghi, Maurizio Buscarino, documentò con le sue gli spettacoli fondamentali della storia del teatro contemporaneo dagli anni '70 fino al primo decennio del XXI secolo. Nella sua carriera instaurò collaborazioni anche lunghe con importanti registi teatrali Orazio Costa, Eduardo De Filippo, Luca Ronconi, Massimo Castri, Peter Stein, Luigi Squarzina, Antonio Calenda, Maurizio Scaparro.
L'importanza della sua produzione fotografica venne riconosciuta soprattutto per avere documentato la quasi totalità degli spettacoli diretti da Luca Ronconi. Il sodalizio artistico iniziò durante il periodo degli spettacoli del Laboratorio di progettazione teatrale di Prato per poi consolidarsi durante le direzioni artistiche di Luca Ronconi, al Teatro Stabile di Torino (dal 1989 al 1994), al Teatro di Roma (1994-1998) e infine dal 1999 al 2015 al Piccolo Teatro di Milano. 
Morì a Roma il 5 marzo 2024 all'età di 87 anni.

## Teatrografia-Spettacoli fotografati
- 1973 - Tre sorelle, di Anton Čechov, regia di Orazio Costa
- 1973 - Orestea, di Eschilo, regia di Luca Ronconi, Teatro Metastasio di Prato
- 1973 - Il sindaco del rione sanità, di Eduardo De Filippo, regia di Eduardo De Filippo, Teatro Eliseo
- 1973 - Gli esami non finiscono mai, di Eduardo De Filippo, regia di Eduardo De Filippo, Teatro La Pergola
- 1973 - L'eroe borghese (Le mutande – Lo snob – 1913) di Carl Sternheim, regia di Mario Missiroli, Teatro Flaiano, Roma
- 1973 - La Signorina Giulia, di August Strindberg, regia di Mario Missiroli, Roma, Teatro delle Arti
- 1975 - Caro bugiardo, di Jerome Kilty, Compagnia Morelli-Stoppa, Teatro Eliseo
- 1975 - Lu curaggio de nu pumpiero napulitano, di Eduardo Scarpetta, regia di Eduardo De Filippo, RAI televisione
- 1975 - Li nepute de lu sinneco, di Eduardo Scarpetta, regia di Eduardo De Filippo, RAI televisione
- 1975 - Na santarella, di Eduardo Scarpetta, regia di Eduardo De Filippo, RAI televisione
- 1975 - ‘O tuono de’ Marzo, di Vincenzo Scarpetta, regia di Eduardo De Filippo, RAI televisione
- 1975 - Uomo e galantuomo, di Eduardo De Filippo, regia di Eduardo De Filippo, RAI televisione
- 1976 - De Pretore Vincenzo, di Eduardo De Filippo, regia di Eduardo De Filippo, RAI televisione
- 1976 - L'arte della commedia, di Eduardo De Filippo, regia di Eduardo De Filippo, RAI  televisione
- 1976 - Gli esami non finiscono mai, di Eduardo De Filippo, regia di Eduardo De Filippo, RAI  televisione
- 1976 - Lear, di Edward Bond,  regia Antonio Calenda, Teatro stabile dell’Aquila
- 1976 - Misura per misura, di William Shakespeare, regia di Luigi Squarzina, Teatro di Roma
- 1976 - La difficoltà iniziale, di Francesco Casaretti, regia di Maurizio Scaparro, Teatro di Roma
- 1977 - Circo equestre Sgueglia, di Raffaele Viviani, regia di Armando Pugliese, Teatro di Roma
- 1977 - Il Volpone, di Ben Jonson, regia di Luigi Squarzina, Teatro di Roma
- 1977 - Riccardo II, di William Shakespeare, regia di Maurizio Scaparro, Teatro di Roma
- 1978 - Verso Damasco, di August Strindberg, regia di Mario Missiroli, Teatro Stabile di Torino
- 1978 - La Locandiera, di Carlo Goldoni, regia di Giancarlo Cobelli
- 1978 - La madre, di Bertolt Brecht, regia di Antonio Calenda, Teatro Metastasio
- 1978 - La conversazione continuamente interrotta, di Ennio Flaiano, regia di Luciano Salce, Teatro di Roma
- 1978 - Terrore e miseria del Terzo Reich, di Bertolt Brecht, regia di Luigi Squarzina, Teatro a di Roma
- 1978 - Il cilindro, di Eduardo De Filippo, regia di Eduardo De Filippo, RAI televisione
- 1978 - Calderón (parte I), di Pier Paolo Pasolini, regia di Luca Ronconi, Teatro Metastasio di Prato
- 1978 - Le Baccanti, di Euripide, regia di Luca Ronconi, Teatro Metastasio di Prato
- 1978 - Calderón (parte II), di Pier Paolo Pasolini, regia di Luca Ronconi, Teatro Metastasio di Prato
- 1978 - La Torre, di Hugo von Hofmannsthal, regia di Luca Ronconi, Teatro Metastasio di Prato
- 1979 - I giganti della montagna, di Luigi Pirandello, regia di Mario Missiroli, Teatro Stabile di Torino
- 1979 - XI giornata del Decamerone, di Fabio Doplicher, regia di Roberto Guicciardini
- 1980 - Casa cuorinfranto, di George Bernard Shaw, regia di Luigi Squarzina, Teatro di Roma
- 1981 - Il Cardinale Lambertini, di Alfredo Testoni, regia di Luigi Squarzina, Teatro di Roma
- 1981 - John Gabriel Borkman, di Henrik Ibsen, regia di Memè Perlini, Teatro di Roma
- 1981 - Eliogabalo, di Perlini-Aglioti, regia di Memè Perlini
- 1981 - Lezione d'Inglese, di Fabio Mauri, regia di Fabio Mauri e Robert Kleyn
- 1982 - Amadeus, di Peter Shaffer, regia di Giorgio Pressburger, Teatro di Roma
- 1983 - Timone d'Atene, di William Shakespeare, regia di Luigi Squarzina, Teatro di Roma
- 1983 - Caligola, di Albert Camus,  regia di Maurizio Scaparro, Teatro di Roma
- 1983 - Una delle ultime sere di carnovale, di Carlo Goldoni, regia di Maurizio Scaparro, Teatro di Roma
- 1984 - Le due Commedie in commedia, di Giovan Battista Andreini, regia di Luca Ronconi, Teatro di Roma
- 1984 - Fedra, di Jean Racine, regia di Luca Ronconi, Teatro Stabile di Torino
- 1985 - Varietà, framenti di storia del teatro di varietà messi in prova da Maurizio Scaparro, regia di Maurizio Scaparro, Teatro di Roma
- 1986 - La serva amorosa, di Carlo Goldoni, regia di Luca Ronconi, Teatro di Gubbio Audac
- 1986 - Il fu Mattia Pascal, di Tullio Kezich da Luigi Pirandello, regia di Maurizio Scaparro, Teatro di Roma
- 1986 - Ignorabimus, di Arno Holz, regia di Luca Ronconi, Teatro Comunale Metastasio di Prato
- 1986 - Qui comincia la sventura del signor Bonaventura, di Sergio Tofano, regia di Gino Zampieri, Teatro di Roma
- 1986 - Il barbiere di Siviglia, di Cesare Sterbini, Musiche di G. Rossini, Regia di Antonello Madau Diaz, Teatro di Roma, Teatro dell'Opera
- 1987 - Partitura incompiuta per pianola meccanica, tratto dal dramma Platonov di Anton Čechov, regia di Nikita Michalkov, Teatro di Roma
- 1987 - Pulcinella, di Manlio Santarelli, regia di Maurizio Scaparro, Teatro di Roma
- 1987 - Ti ho sposato per allegria, di Natalia Ginzburg, regia Antonio Calenda, Teatro Manzoni di Pistoia
- 1987 - La bella selvaggia, di Carlo Goldoni, regia di Sandro Sequi, Teatro di Roma
- 1987 - La Casina, di Plauto, regia di Pino Micol, Teatro di Roma
- 1987 - Aspettando Godot, di Samuel Beckett, regia di Antonio Calenda, Teatro Metastasio
- 1987 - Artaud, di Federico Tiezzi, regia di Federico Tiezzi,
- 1988 - Dialoghi delle carmelitane, di Georges Bernanos, regia di Luca Ronconi, Ater / Emilia Romagna Teatro
- 1988 - Mirra, di Vittorio Alfieri, regia di Luca Ronconi, Teatro Stabile di Torino
- 1988 - Hamletmaschine, di Heiner Müller, regia di Federico Tiezzi.
- 1988 - Scene di Amleto, da William Shakespeare, regia di Federico Tiezzi, Compagnia Teatrale i Magazzini — Fondazione Teatro Metastasio
- 1988 - L'aria del continente, di Nino Martoglio, regia di Antonio Calenda, Teatro Nuovo di Milano,
- 1988 - Alta distensione, di Achille Campanile, regia di Antonio Calenda
- 1988 - Vita di Galileo, di Bertolt Brecht, regia di Maurizio Scaparro, Teatro di Roma
- 1988 - Il caso Papaleo, di Ennio Flaiano, regia di Mariapaola Sutto, Teatro di Roma
- 1989 - Le tre sorelle, di Anton Čechov, regia di Luca Ronconi, Teatro Comunale, Teatro di Gubbio Audac
- 1989 - Quelli che restano, di Remondi e Caporossi, regia di Remondi e Caporossi, Teatro di Roma
- 1989 - Besucher, di Botho Strauss, regia di Luca Ronconi, Teatro Eliseo
- 1989 - Commedia dell'Inferno.Un travestimento dantesco, di Edoardo Sanguineti, regia di Federico Tiezzi, Teatro Metastasio
- 1989 - La Passione di Cleopatra, di Ahmed Shawqi, regia di Cherif, Orestiadi di Gibellina, Comune di Gibellina, E. A. Teatro Massimo di Palermo
- 1989 - Memorie di Adriano, di Marguerite Yourcenar, regia Maurizio Scaparro, Teatro di Roma
- 1990 - Il Purgatorio. La notte lava la mente, di Mario Luzi, regia di Federico Tiezzi, Teatro Metastasio
- 1990 - L'uomo difficile, di Hugo von Hofmannsthal, regia di Luca Ronconi. Teatro Stabile di Torino
- 1990 - Vortice, di Noel Coward, regia di Mino Bellei, Roma, Teatro Eliseo
- 1990 - La sposa di Messina o i fratelli nemici, di Friedrich Shiller, regia di Elio De Capitani,Orestiadi di Gibellina
- 1990 - Il piacere dell'onestà, di Luigi Pirandello, regia di Luca De Filippo, Roma, Teatro Eliseo
- 1990 - Strano interludio, di Eugene O'Neill, regia di Luca Ronconi, Teatro Stabile di Torino
- 1991 - Nella gabbia, di Henry James, regia di Luca Ronconi, Audac Teatro Stabile dell’Umbria e Teatro Stabile di Torino
- 1991 - Il Paradiso.Perché mi vinse il lume d’esta stella, di Giovanni Giudici, regia di Federico Tiezzi, Teatro Metastasio
- 1992 - Donna di dolori, di Patrizia Valduga, regia di Luca Ronconi, Teatro Stabile di Torino
- 1992 - Il misantropo, di Moliere, regia di Patrick Guinand, Roma, Teatro Eliseo
- 1992 - Riunione di famiglia, di Thomas Stearns Eliot, regia di Giorgio Marini, Teatro Stabile di Torino
- 1992 - Il Nipote di Wittgenstein, di Thomas Bernhard, regia di Patrick Guinand, Roma, Teatro Eliseo
- 1992 - Misura per misura, di William Shakespeare, regia di Luca Ronconi, Teatro Stabile di Torino
- 1992 - L'aquila bambina, di Antonio Syxty, regia di Luca Ronconi, Teatro Stabile di Torino
- 1993 - Affabulazione, di Pier Paolo Pasolini, regia di Luca Ronconi, Teatro Stabile di Torino
- 1993 - Un marito, di Italo Svevo, regia di Giuseppe Patroni Griffi, Roma, Teatro Eliseo
- 1993 - Troilo e Cressida, di William Shakespeare, regia di Giancarlo Cobelli, ERT
- 1993 - Calderón, di Pier Paolo Pasolini, regia di Luca Ronconi, Teatro Stabile di Torino
- 1993 - Pilade, di Pier Paolo Pasolini, regia di Luca Ronconi, Saggio della Scuola di Teatro, Teatro Stabile di Torino
- 1993 - L'affare Makropulos, di Karel Capek, regia di Luca Ronconi, Teatro Stabile di Genova, Teatro Stabile di Torino
- 1994 - Venezia salva, di Simone Adolphine Weil, regia di Luca Ronconi, Teatro Stabile di Torino
- 1994 - La dodicesima notte, di W. Shakespeare, regia di Giorgio Barberio Corsetti, Teatro Carignano (Teatro Stabile di Torino).
- 1994 - Edipus, di Giovanni Testori, regia di Federico Tiezzi
- 1994 - Aminta, di Torquato Tasso, regia di Luca Ronconi, Teatro di Roma
- 1995 - Re Lear, di William Shakespeare, regia diLuca Ronconi, Teatro di Roma
- 1995 - Verso Peer Gynt, di Henrik Ibsen, regia di Luca Ronconi, Teatro di Roma
- 1995 - Sturm und Drang, di Friedrich Maximilian Klinger, regia di Luca Ronconi, Teatro La Pergola
- 1995 - Dio ne scampi, di Enzo Siciliano, regia di Luca Ronconi, Teatro di Roma
- 1996 - Quer pasticciaccio brutto de via Merulana, di Carlo Emilio Gadda, regia di Luca Ronconi, Teatro di Roma
- 1996 - Zio Vania, di Anton Čechov, regia di Peter Stein, Teatro di Roma
- 1996 - Ruy Blas, di Victor Hugo, regia di Luca Ronconi, Teatro Stabile di Torino
- 1996 - Medea, di Euripide, regia di Luca Ronconi, Teatro Donizetti, Bergamo
- 1997 - I soldati, di Jakob Michael Reinhold Lenz, regia di Mauro Avogadro, Teatro Stabile di Torino
- 1997 - Il lutto si addice ad Elettra, di Eugene Gladstone O'Neill, regia di Luca Ronconi, Teatro di Roma
- 1997 - Davila Roa, di Alessandro Baricco, regia Luca Ronconi, Teatro di Roma
- 1997 - Memorie di una cameriera, di Dacia Maraini, regia di Luca Ronconi, Teatro Stabile dell’Umbria
- 1998 - I fratelli Karamazov, di Fedor Dostoevskij, regia di Luca Ronconi, Teatro di Roma
- 1998 - Questa sera si recita a soggetto, di Luigi Pirandello, regia di Luca Ronconi, Teatro di Roma, Expo '98 Lisbona, Wiener Festwochen
- 1999 - Alcesti di Samuele, di Alberto Savinio, regia di Luca Ronconi, Teatro di Roma
- 1999 - Fede speranza carità, di Ödön von Horváth, regia Massimo Castri
- 1999 - La potenza delle tenebre, di Lev Nikolaevic Tolstoj, regia di Mauro Avogadro, Teatro Stabile di Torino
- 2000 - La vita è sogno, di Pedro Calderón de la Barca, regia di Luca Ronconi, Piccolo Teatro di Milano
- 2000 - Il sogno, di August Strindberg, regia di Luca Ronconi, Piccolo Teatro di Milano
- 2001 - Lolita, sceneggiatura di Vladimir Vladimirovič Nabokov, regia di Luca Ronconi, Piccolo Teatro di Milano
- 2001 - Ifigenia, di Euripide, regia di Massimo Castri, Teatro Stabile di Torino
- 2001 - L'impresario delle Smirne, di Carlo Goldoni, regia di Giancarlo Cobelli, Teatro Stabile di Torino
- 2001 - Madame de Sade, di Yukio Mishima, regia di Massimo Castri, Teatro Stabile di Torino
- 2001 - I due gemelli veneziani, di Carlo Goldoni, regia di Luca Ronconi, Piccolo Teatro di Milano
- 2001 - La ragione degli altri, di Luigi Pirandello, regia di Massimo Castri, Teatro Stabile di Torino
- 2001 - Phoenix, di Marina Ivanovna Cvetaeva, regia di Luca Ronconi, Piccolo Teatro di Milano
- 2001 - Candelaio, di Giordano Bruno, regia di Luca Ronconi, Piccolo Teatro di Milano
- 2001 - L'Ambleto, di Giovanni Testori, regia di Federico Tiezzi, Compagnia Teatrale i Magazzini, Fondazione Teatro Metastasio, Emilia Romagna Teatro.
- 2002 - Quel che sapeva Maisie, di Henry James, regia di Luca Ronconi, Piccolo Teatro di Milano
- 2002 - Infinities, di John David Barrow, regia di Luca Ronconi, Piccolo Teatro di Milano
- 2002 - John Gabriel Borkman, di Henrik Ibsen, regia di Massimo Castri, Teatro Stabile di Torino
- 2002 - Ite missa est, di L. Doninelli, regia di Claudio Longhi, Piccolo Teatro di Milano
- 2002 - Amor nello specchio, di Giovan Battista Andreini, regia di Luca Ronconi, Ferrara, Corso Ercole d’Este
- 2002 - Risveglio di primavera, di Frank Wedekind, Regia di Marco Plini, Teatro Stabile di Torino
- 2002 - Prometeo incatenato,di Eschilo, regia di Luca Ronconi, Siracusa, Teatro Greco
- 2002 - Le Baccanti, di Euripide, regia di Luca Ronconi, Siracusa, Teatro Greco
- 2002 - Le rane, di Aristofane, regia di Luca Ronconi, Siracusa, Teatro Greco
- 2003 - In fondo a destra, di Raffaello Baldini, regia di Federico Tiezzi, Compagnia Lombardi–Tiezzi
- 2003 - Prometeo incatenato, di Eschilo, regia di Luca Ronconi, Piccolo Teatro di Milano
- 2003 - Peccato che sia una sgualdrina, di John Ford, regia di Luca Ronconi, Parma, Teatro Farnese
- 2003 - Il Genio buono e il Genio cattivo, di Carlo Goldoni, regia di Mauro Avogadro, Teatro Stabile di Torino
- 2004 - Memoriale da Tucidide. Pericle e la peste, di Enzo Siciliano, rLuca Ronconi, Piccolo Teatro di Milano
- 2004 - Le Baccanti, di Euripide, regia di Luciano Damiani, Teatro dei documenti
- 2004 - Le Coefore, di Eschilo, regia di Monica Conti, Teatro Stabile delle Marche
- 2004 - Zorro e la foresta incantata spettacolo per ragazzi di Attilio Marangon, regia di Roberto Gandini, Teatro di Roma
- 2004 - La mandragola, di Niccolò Machiavelli, regia di Luciano Damiani, Teatro dei documenti
- 2004 - La Centaura, di Giovan Battista Andreini, regia di Luca Ronconi, Teatro Stabile di Genova
- 2004 - Antigone, di Sofocle, di Bertolt Brecht, regia di Federico Tiezzi, Teatro Metastasio, ERT, Compagnia Lombardi–Tiezzi
- 2004 - La peste,di Albert Camus, Regia Claudio Longhi, Teatro Stabile di Torino, Teatro degli incamminati.
- 2004 - Viaggio terrestre e celeste di Simone Martini, di Mario Luzi, regia di Federico Tiezzi, Compagnia Lombardi–Tiezzi.
- 2005 - Professor Bernhardi, di Arthur Schnitzler, regia di Luca Ronconi, Piccolo Teatro di Milano
- 2005 - La donna del mare, di Henrik Ibsen, regia di Massimo Castri,Teatro Stabile di Torino
- 2005 - La trilogia della villeggiatura, di Carlo Goldoni, regia di Luca De Fusco
- 2005 - Diario privato, di Paul Léautaud, regia di Luca Ronconi, Teatro di Roma
- 2005 - Il Padre, di August Strindberg, regia di Massimo Castri, ERT
- 2005 - Lo zio (Der Onkel), di Franco Branciaroli, regia di Claudio Longhi, Teatro Stabile di Torino
- 2005 - I Soldati, di Jakob Michael Reinhold Lenz, regia di Luca Ronconi, Piccolo Teatro di Milano
- 2005 - Gli uccelli, di Aristofane, regia di Federico Tiezzi, ERT, Compagnia Lombardi-Tiezzi
- 2005 - L'illusione comica, di Corneille, regia di Marco Sciaccaluga, Teatro Stabile Genova
- 2005 - Vocazione di una puttana, di Natalia Capra, Regia di Giampiero Borgia
- 2006 - Troilo e Cressida, di William Shakespeare, regia di Luca Ronconi, Teatro Stabile di Torino
- 2006 - Atti di guerra: una trilogia, di Edward Bond, regia di Luca Ronconi, Teatro Stabile di Torino
- 2006 - Silenzio dei comunisti, di Vittorio Foa, Miriam Mafai, Alfredo Reichlin, regia di Luca Ronconi, Teatro Stabile di Torino
- 2006 - Lo specchio del diavolo, di Giorgio Ruffolo, regia di Luca Ronconi, Teatro Stabile di Torino
- 2006 - Biblioetica. Dizionario per l'uso, di Gilberto Corbellini, Pino Donghi, Armando Massarenti, regia di Luca Ronconi, Teatro Stabile di Torino
- 2006 - Il mercante di Venezia, di William Shakespeare, regia di Luca De Fusco, Teatro Stabile Genova
- 2006 - Victor o i bambini al potere, di Roger Vitrac, regia di Mario Missiroli
- 2006 - La chiusa, di Conor Mc Pherson, regia Valerio Binasco, Teatro Stabile Genova
- 2006 - La mandragola, di Niccolò Machiavelli, regia di Marco Sciaccaluga, Teatro Stabile Genova
- 2007 - Il ventaglio, di Carlo Goldoni, regia di Luca Ronconi, Piccolo Teatro di Milano
- 2007 - Sogno di un mattino di primavera, di Gabriele D’Annunzio, regia di Federico Tiezzi, Compagnia Lombardi-Tiezzi
- 2007 - Inventato di sana pianta ovvero Gli affari del barone Laborde, di Hermann Broch, Luca Ronconi, Piccolo Teatro di Milano
- 2007 - Noccioline _Peanuts, di Fausto Paravidino, regia Valerio Binasco, Fondazione Teatro Due e Teatro Eliseo
- 2007 - Svet. La luce splende nelle tenebre, di Lev Tolstoj, regia di Marco Sciaccaluga, Teatro Stabile Genova
- 2007 - Fahrenheit 451, di Ray Bradbury, regia di Luca Ronconi, Piccolo Teatro di Milano, Teatro Stabile di Torino, Teatro Biondo di Palermo
- 2007 - I giganti della montagna, di Luigi Pirandello, regia di Federico Tiezzi, Compagnia Lombardi-Tiezzi, Teatro di Roma, Teatro Stabile della Toscana.
- 2007 - L'innesto, di Luigi Pirandello, redita di Monica Conti,
- 2008 - L'agente segreto, di Joseph Conrad, regia di Marco Sciaccaluga, Teatro Stabile Genovanova
- 2008 - La pelle, Curzio Malaparte, regia di Marco Baliani, Mercadante Teatro Stabile di Napoli – Teatro Metastasio Stabile della Toscana
- 2008 - Sogno di una notte di mezza estate, di William Shakespeare, regia di Luca Ronconi, Piccolo Teatro di Milano
- 2008 - Re Lear di William Shakespeare, regia di Marco Sciaccaluga, Teatro Stabile Genova
- 2008 - Erodiàs, di Giovanni Testori, regia di Sandro Lombardi, Compagnia Lombardi-Tiezzi
- 2008 - Santa Giovanna dei Macelli, di Bertolt Brecht, regia di Elena Bucci, Teatro Metastasio Stabile della Toscana
- 2009 - Aspettando Godot, di Samuel Beckett, regia di Marco Sciaccaluga, Teatro Stabile Genova
- 2008 - Frankenstein ossia il Prometeo Moderno, di Stefano Massini, regia di Stefano Massini, Teatro Metastasio Stabile dellaToscana
- 2009 - Il mercante di Venezia, di William Shakespeare, regia di Luca Ronconi, Piccolo Teatro di Milano
- 2009 - L'intervista, di Natalia Ginzburg, regia Valerio Binasco, Teatro Eliseo di Roma
- 2009 - Troilo e Cressida, di William Shakespeare, regia di Gianpiero Borgia, Teatro dei Borgia
- 2009 - Scene da Romeo e Giulietta, di William Shakespeare, regia di Federico Tiezzi, Teatro Metastasio
- 2010 - Esuli, di James Joyce, regia di Marco Sciaccaluga, Teatro Stabile Genova
- 2010 - Le signorine di Wilko, di Jaroslaw Iwaskiewicz, regia di Alvis Hermanis, ERT, Teatro Stabile di Napoli
- 2010 - Misura per misura, i William Shakespeare, regia di Marco Sciaccaluga,, Teatro Stabile Genova
- 2010 - L'uomo dal fiore in bocca, di Luigi Pirandello, regia Roberto Latini, Compagnia Lombardi-Tiezzi
- 2010 - I promessi sposi alla prova, di Giovanni Testori, regia di Federico Tiezzi, Compagnia Lombardi-Tiezzi, Teatro Metastasio, Teatro Stabile di Torino
- 2010 - Finale di partita, di Samuel Beckett, regia di Massimo Castri, ERT, Teatro di Roma, Teatro Metastasio
- 2011 - La compagnia degli uomini, di Edward Bond, regia di Luca Ronconi, Piccolo Teatro di Milano
- 2011 - La resistibile ascesa di Arturo Ui, di Bertolt Brecht, regia di Claudio Longhi, ERT, Teatro di Roma
- 2011 - Nora alla prova, da Casa di bambola, di Henrik Ibsen, regia di Luca Ronconi, Teatro Stabile Genova
- 2011 - Romeo e Giulietta, diWilliam Shakespeare, Regia Valerio Binasco, Teatro Eliseo e Compagnia Gank
- 2011 - Moscheta, di Ruzante, regia di Marco Sciaccaluga, Teatro Stabile Genova
- 2011 - Il ritorno a casa, di Harold Pinter, regia di Marco Sciaccaluga, Teatro Stabile Genova
- 2011 - Operetta in nero, di Andrea Liberovici, regia di Andrea Liberovici, Teatro Stabile Genova
- 2011 - Midsummer, di David Greig, regia di Gianpiero Borgia, Teatro dei Borgia, Teatro Eliseo
- 2011 - Mutande, di Carl Sternheim, regia di Monica Conti, ERT
- 2011 - La morsa, di Luigi Pirandello, regia di Arturo Cirillo, Compagnia Lombardi-Tiezzi
- 2012 - La scuola delle mogli, di Molière, regia di Marco Sciaccaluga, Teatro Stabile Genova
- 2012 - Edipo Tiranno, di Sofocle, regia di Marco Sciaccaluga, Teatro Stabile Genova
- 2012 - Un amore di Swann, drammaturgia di Sandro Lombardi, regia di Federico Tiezzi, Compagnia Lombardi-Tiezzi